# Unabhängigkeitsreferendum in Bougainville 2019

Flagge von Bougainville

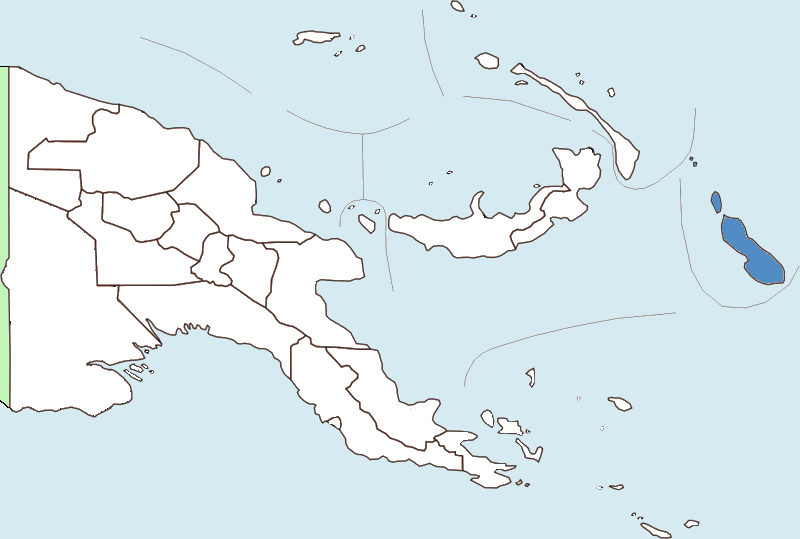
Lage (blau) von Bougainville in Papua-Neuguinea

Das Unabhängigkeitsreferendum in Bougainville 2019 fand vom 23. November bis 7. Dezember 2019 in der autonomen Region Bougainville statt. Dabei sprachen sich knapp 98 % der Abstimmenden für eine vollständige Unabhängigkeit von Papua-Neuguinea aus.

## Geschichte
Zwischen 1899 und 1918 war Bougainville Teil von Deutsch-Neuguinea. Nach dem Ersten Weltkrieg wurde es von Australien als Völkerbundmandat übernommen. 1949 wurde es mit dem zuvor britischen Teil Neuguineas zum Territorium Papua und Neuguinea zusammengeschlossen und 1975 als Teil Papua-Neuguineas in die Unabhängigkeit entlassen. Seit 1975 gibt es Bestrebungen in der rohstoffreichen Region, unabhängig zu werden. Die Bougainviller beklagten sich über unzureichende Beteiligung am Erlös des Rohstoffabbaus und über die dadurch verursachte Umweltzerstörung. Nach Ausrufung der Republik Nord-Salomonen 1975 kam es ab 1988 zum bewaffneten Kampf durch die Bougainville Revolutionary Army. 1990 wurde erneut die Unabhängigkeit ausgerufen, wobei die Unabhängigkeitsbewegung bis 1997 blutig niedergeschlagen wurde. Bis zu 20.000 Menschen kamen ums Leben.

## Referendum

### Hintergrund
In diesem Referendum hatten die Einwohner der Autonomen Region Bougainville in Papua-Neuguinea die Wahl zwischen größerer Autonomie oder staatlicher Unabhängigkeit. Das Unabhängigkeitsreferendum wurde erst nach langen Verhandlungen von der Zentralregierung genehmigt. Diese Entscheidung beruht auf dem Bougainville Peace Agreement (Bougainville-Friedensabkommen), das bis spätestens Mitte 2020 ein solches Referendum vorsieht. Papua-Neuguinea sagte zu, den Ausgang des Referendums zu akzeptieren, wobei jeder Ausgang dem Parlament zunächst vorgelegt werden muss.
Zur Durchführung des Referendums wurde im Februar 2019 in Zusammenarbeit der Wahlkommissionen von Papua-Neuguinea und von Bougainville ein unabhängiger Rat, das Joint Supervisory Body, gegründet.

### Umfragen
Offizielle Umfragen im Vorfeld des Referendums gab es nicht. Unabhängigen Berichten zufolge war die Wahrscheinlichkeit jedoch größer, dass für die Unabhängigkeit gestimmt wird.

### Stimmenabgabe
Das Referendum wurde von der Bougainville Referendum Commission, die im Januar 2017 gegründet wurde, durchgeführt. Sie nahm die Position einer Wahlkommission als Bindeglied zwischen der PNG Electoral Commission und der Bougainville Electoral Commission ein.

“Do you agree for Bougainville to have: (1) Greater Autonomy (2) Independence?”

„Sind Sie damit einverstanden, dass Bougainville: (1) Größere Autonomie erhält (2) Unabhängig wird?“

Die Stimmenabgabe in Wahllokalen wurde am 3. Dezember 2019 geschlossen. Lediglich Briefwählern wurde die Stimmenabgabe bis zum 7. Dezember 2019 eingeräumt. Ursprünglich war das Referendum für den 15. Juni 2019 vorgesehen, später dann für den 17. Oktober 2019.
Bis zum 29. November 2019 hatten bereits 99 Prozent, d. h. 820 der 829 Wahllokale, die Stimmabgabe abgeschlossen.

### Ergebnis
206.731 Personen ließen sich in die Wahlregister eintragen. An der Abstimmung beteiligten sich 181.067 Personen (87,6 % der Eingeschriebenen).
| Unabhängigkeit | Unabhängigkeit | Autonomie | Autonomie   | Ungültige | Ungültige   |
| Stimmen        | Anteil in %    | Stimmen   | Anteil in % | Stimmen   | Anteil in % |
| -------------- | -------------- | --------- | ----------- | --------- | ----------- |
| 176.928        | 97,71          | 3.043     | 1,68        | 1.096     | 0,62        |